# جورج ناش
جورج نـاش (بالإنجليزية: George Nash)‏ (1 أبريل 1850 في المملكة المتحدة - 13 نوفمبر 1903) هو لاعب كريكت بريطاني (وحمل سابقاً جنسية المملكة المتحدة لبريطانيا العظمى وأيرلندا). لعب مع نادي مقاطعة لانكشر للكريكت ‏.